# ジョージ・ニコルソン (園芸家)

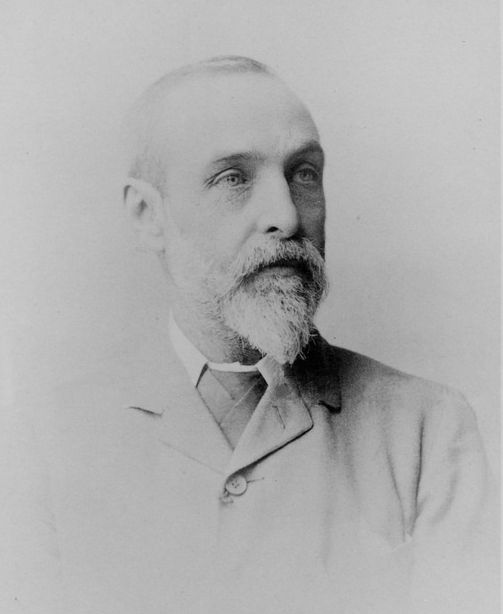
ジョージ・ニコルソン

ジョージ・ニコルソン（George Nicholson、 1847年12月7日 - 1908年12月20日）はイギリスの園芸家である。キューガーデンで働いた。園芸事典"Illustrated Dictionary of Gardening"（1884 -1888)の編者として知られる。

## 略歴
ヨークシャー・アンド・ザ・ハンバーのSharowで生まれた。父親は園芸商である。シェフィールドの園芸商、Fisher & Holmesで働いた後、パリに渡り、園芸商 La Muetteで働いた。1873年からキューガーデンで働き始め、1886年に先任のジョン・スミスの後をついで、庭園の学芸員となり、健康の問題で1901年に引退するまでキューガーデンで働いた。1875年に"Journal of Botany" に“The wild flora of Kew Gardens and Pleasure grounds”という記事を執筆した他、"The Garden"にも、樹木や草本の記事を執筆した。1884年から出版が始められた園芸事典" Illustrated Dictionary of Gardening"は、すぐに園芸分野の事典として高い評価を受け、フランス語にも翻訳された。王立園芸協会の園芸事典"Dictionary of Gardening"もニコルソンの事典がもとになっており、レイアウトなどが踏襲されている。
カシやカエデなどの樹木のオーソリティで1893年のシカゴ万国博覧会の園芸部門の審査員も務めた。アーノルド樹木園やその他のアメリカ合衆国の植物園を視察し、1894年にキューガーデン紀要に"Horticulture and Arboriculture in the United States"を発表した。

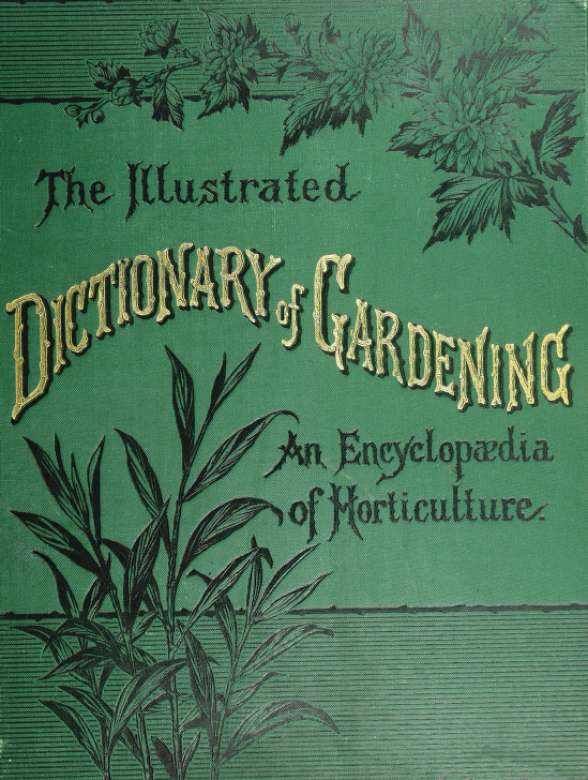
事典の表紙

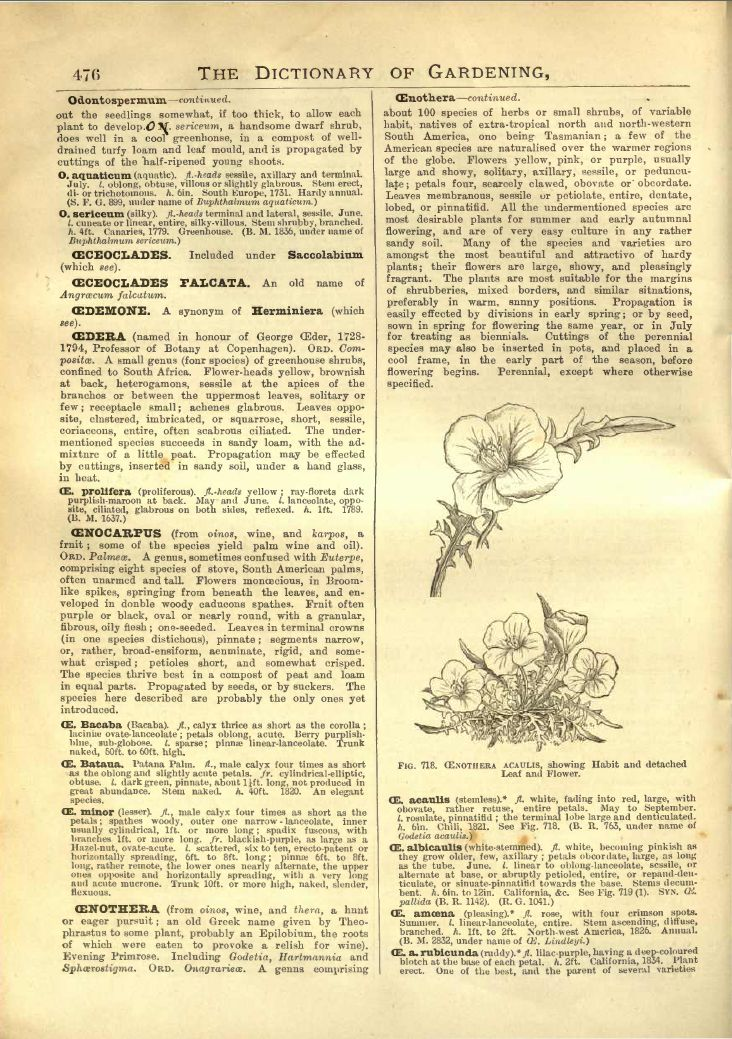
事典のページ

1898年にロンドン・リンネ協会のフェローに選ばれ、1897年にイギリスの王立園芸協会からヴィクトリア名誉メダル (Victoria Medal of Honour) を受賞した。ニコルソンの集めたイギリスの植物の標本はアバディーン大学のトレイル（James William Helenus Trail）のもとに残され、トレイルの標本とともに保存されている。